# Nanotubos dopados con nitrógeno
El dopaje de nitrógeno en nanotubos de carbono es un proceso mediante el cual se insertan heteroátomos (nitrógeno, boro, silicio, fósforo, entre otros) en la estructura de la red de nanotubos de carbono. El dopaje puede alterar las propiedades de los nanotubos, tanto químicas en su estructura molecular, como físicas en aspectos tales como su conductividad eléctrica, su comportamiento magnético, su resistencia mecánica, entre otras. El nitrógeno es el heteroátomo más comúnmente usado para dopar nanotubos de carbono, por su alta reactividad y facilidad de inserción. 

Nanotubos de carbono dopados con nitrógeno obtenidos por irradiación de grafito con microondas

## Procedimiento
Se han estudiado y desarrollado distintas técnicas experimentales (físicas y químicas) en los cuales la elaboración de nanotubos de carbonos dopados con nitrógeno es más efectiva; tal es el caso del método de deposición química de vapor (CVD por sus siglas en inglés), donde se puede crear la estructura deseada de acuerdo a las dimensiones de anchura, largo y grosor deseada, que a su vez, altera sus propiedades físicas. Para que sean aún más efectivos, existen distintos tipos de dopajes con otros elementos; la utilización de partículas metálicas mejora su conductividad eléctrica; es posible obtener nanotubos de carbono dopados con nitrógeno y decorados con nanopartículas metálicas añadiendo nanopartículas de plata u oro en el proceso de preparación.
El uso de nitrógeno para el dopaje de nanotubos de carbono es extenso, debido a sus propiedades casi perfectamente puras, ya que no tienen microporos que ayudan al rendimiento de reactivo y producto. Al agregarle un electrón extra a la estructura inicial del nanotubo (el grafito) es la causa principal de la alteración de todas sus propiedades convirtiéndolo en un metal, que podría ser explotado en sectores industriales. 
El sector científico ha tratado de evaluar el comportamiento del dopaje de nitrógeno para ser usados como catalizadores en procesos de hidrogenación, uso principal en toda la rama de la química orgánica y síntesis principal de fármacos, uso primordial en mezcla y engrudo y sector alimenticio.

## Contribuciones
México
El científico mexicano Mauricio Terrones Maldonado descubrió un método de auto-ensamble para producción de nanotubos alineados, dando la posibilidad de que se creen en series largas. Tanto Mauricio Terrones como su hermano Humberto Terrones Maldonado han hecho importantes aportaciones en investigación experimental y métodos para la síntesis de nanoestructuras de carbono, siendo el dopaje de nitrógeno un avance con potencial para más tipos de experimentos y aplicaciones en el futuro, incluso con el uso de otros heteroelementos como dopaje.